# Número de registro CAS
El número de registro CAS, llamado también CASRN (en inglés, CAS registry number), es una identificación numérica única para compuestos químicos, polímeros, secuencias biológicas, preparados y aleaciones. El Chemical Abstracts Service (CAS), una división de la Sociedad Estadounidense de Química, asigna estos identificadores a cada compuesto químico que se ha descrito en la literatura. CAS también mantiene una base de datos de los compuestos químicos, conocida como registro CAS. Algo más de 123 millones de compuestos están numerados y catalogados, con alrededor de 12 000 nuevos cada día. La intención es realizar una búsqueda en la base de datos unificada, dado que a menudo se asignan distintos nombres para el mismo compuesto. Casi todas las moléculas actuales permiten una búsqueda por el número CAS.[cita requerida]

## Formato

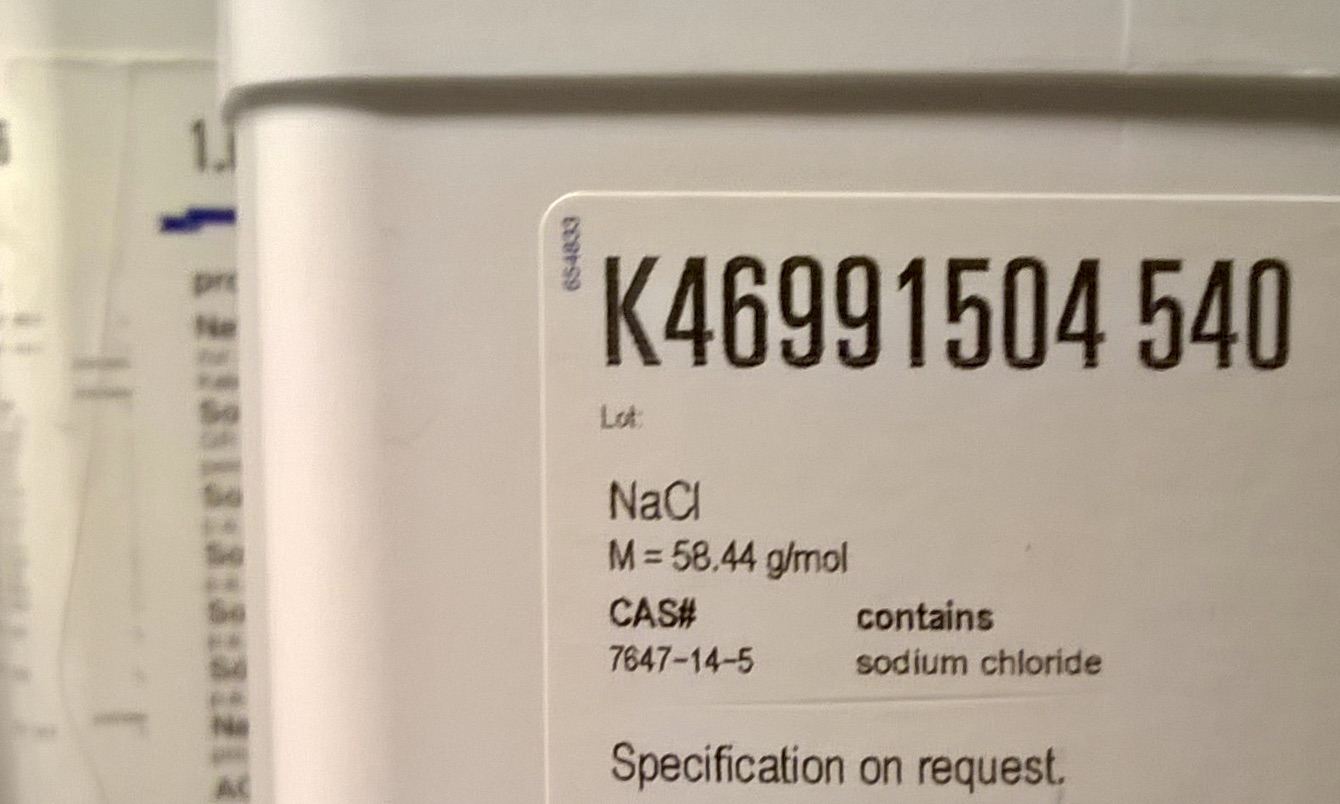
Ejemplo de inclusión del número CAS en un bote de cloruro sódico

Los números de registro CAS no tienen sentido inherente, sino que se asignan en orden secuencial e incremental cuando la substancia se identifica por los científicos que trabajan en el CAS para su inclusión en la base de datos del registro CAS.[cita requerida]
Un CASRN está formado por tres partes separadas entre sí mediante guiones; la primera parte consiste en entre dos y siete dígitos, la segunda consiste en dos dígitos y la tercera es un único dígito que funciona como dígito de control.
El dígito de control se calcula multiplicando el último dígito (segundo dígito empezando por la izquierda del segundo bloque) por 1, el anterior (primer dígito del segundo bloque empezando por la izquierda) por 2, el anterior por 3, y así sucesivamente; una vez hechas estas multiplicaciones sumando sus resultados, y calculando el resto de la división entre 10 (o dicho de otra manera, la suma módulo 10). Por ejemplo, el número CAS del agua es 7732-18-5: el dígito de control, 5, se calcula como (8×1 + 1×2 + 2×3 + 3×4 + 7×5 + 7×6) = 105; 105 mod 10 = 5.